# سرود ملی نروژ
سرود ملی نروژ «آری این سرزمین را دوست می‌داریم» (به نروژی: Ja, vi elsker dette landet) نام دارد که به‌طور خلاصه به آن «آری دوست می‌داریم» (Ja, vi elsker) گفته می‌شود.
متن این سرود در میان سال‌های ۱۸۵۹ و ۱۸۶۸ توسط بیورنستیرن بیورنسون نوشته شد و نغمه آن را خویشاوند او ریکارد نوردراک در سال ۱۸۶۴ ساخت.
این سرود نخستین بار در ۱۷ مه ۱۸۶۴ به فراخور پنجاهمین سالگرد قانون اساسی نروژ اجرا شد. در مراسم رسمی به‌طور معمول دو بیت نخست و دو بیت آخر آن را خوانده و اجرا می‌کنند.

## متن

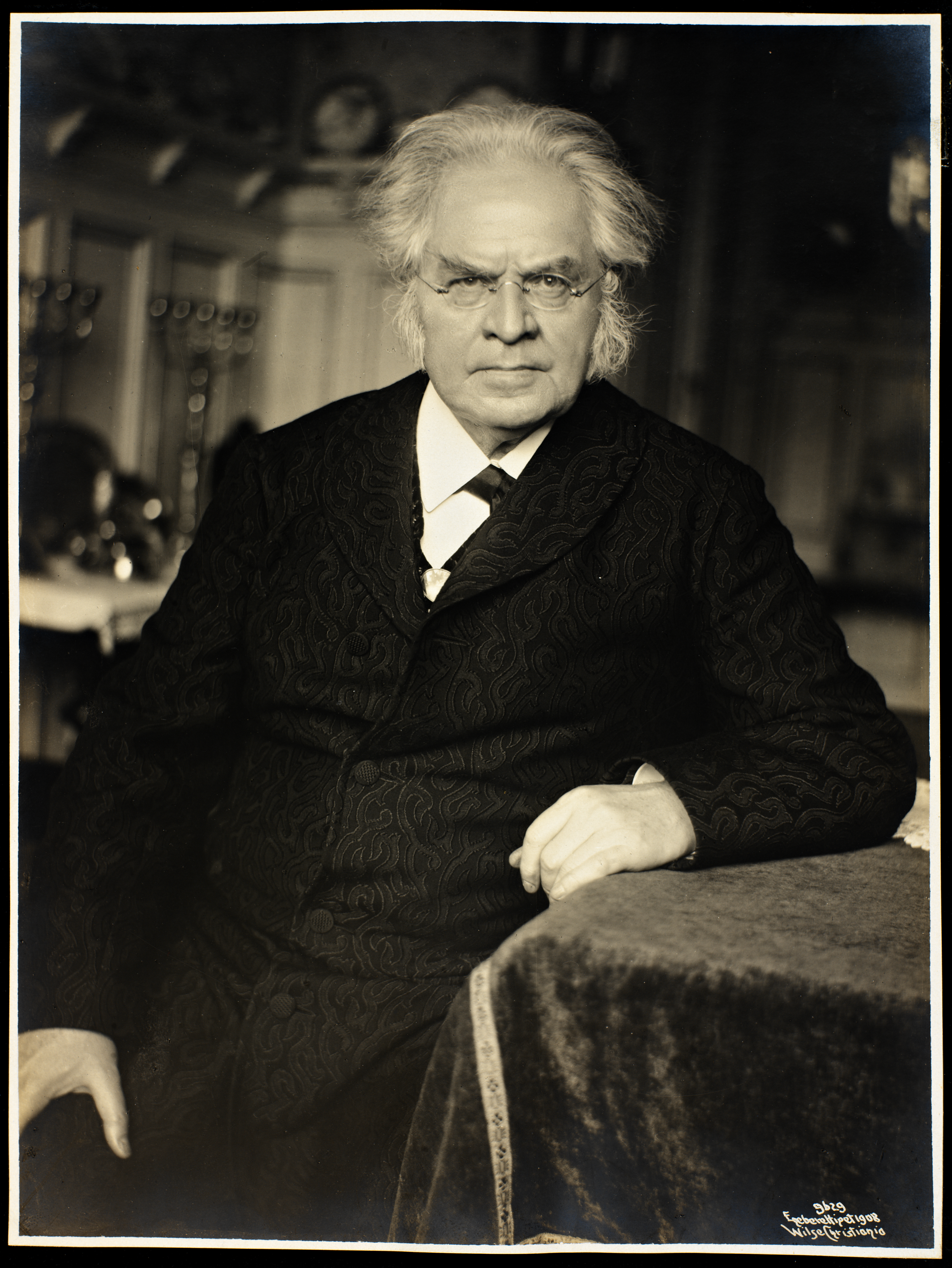
بیورنستیرنه بیورنسون سراینده این سرود.

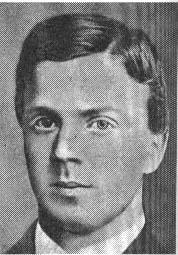
ریکارد نوردراک آهنگ‌ساز سرود.